# Соколов Іван Георгійович
Іва́н Гео́ргійович Соколов (* 2 червня 1903, Астрахань — † 22 лютого 1993, Львів) — український та російський математик і педагог, науковець Львівського університету.

## Короткий життєпис
Походить з родини вчителя, навчався в Катеринославській чоловічій гімназії.
1928 року закінчив Московський державний університет, 1932 там же закінчив аспірантуру.
В 1929—1930 роках — асистент Донського політехнічного інституту, 1930—1932 — асистент Московського державного університету.
В 1932—1934 роках — доцент Інституту ім. Баумана, 1934—1935 — Уральського державного університету, 1935—1938 — Інституту ім. Плеханова.
1938 року отримує ступінь кандидата фізико-математичних наук — без захисту.
У 1938—1940 роках — завідувач кафедри Дніпропетровського державного університету, 1940—1941 — доцент Московського державного університету, 1941—1943 — викладач Вищого військового гідро-меліоративного інституту в Ленінабаді Таджицької РСР, 1943—1945 — доцент Московського енергетичного інституту.
З жовтня 1945 року — доцент Львівського державного університету — на кафедрі теорії функцій.
В 1955—1973 роках — завідувач кафедри теорії функцій і теорії ймовірностей, з вересня 1973 року — професор цієї кафедри.
У квітні 1963 року йому було присвоєно звання професора.
У 1967—1968 роках — декан механіко-математичного факультету.
В 1976 році вийшов на пенсію, ще читав лекції до 1979.
В його площині наукових інтересів була теорія апроксимації. У свої дослідженнях використовував методи класичного аналізу та сучасні — теорії напівгруп.
Започаткував у Львові дослідження з теорії наближень функції.
Отримав ряд важливих результатів при дослідженні наближення функцій:
- поліномами Бернштейна,
- тригонометричними поліномами,
- тригонометричними інтерполяційними поліномами для класу функцій із заданим модулем неперервності.

Його наукові дослідження продовжили учні: М. Горбач, В. Гукевич, З. Зарицька, Б. Ковальчук, В. Коминар.
Багато років очолював спеціалізовану раду по захисту дисертацій.
Входив до складу редакційних колегій багатьох наукових видань.
Є автором близько 20 наукових праць, з них підручник
- «Теорія функцій дійсних змінних та основи функціонального аналізу» — 1961, видання Львівського університету, співавтор О. С. Кованько.

## Джерело
- Механіко-математичний факультет